# Adel Tawil
Adel Tawil (Berlino Ovest, 15 agosto 1978) è un cantautore tedesco.

## Carriera
Di origine egiziane da parte del padre e tunisine da parte della madre, ha iniziato la carriera musicale negli anni '90 come membro del gruppo The Boyz. Nel 2004, con Annette Humpe, ha fondato il duo Ich + Ich. Nel 2007 ha collaborato con il rapper Azad per una canzone che fa da tema della versione tedesca di Prison Break. Nel 2013 ha pubblicato il suo primo album solista e nel 2014 è stato premiato con un premio Echo come "miglior esordiente tedesco".

## Discografia

### Album
Solista
- 2019: Alles Lebt
- 2013: Lieder
- 2017: So schön anders

con The Boyz
- 1997: Boyz In Da House
- 1998: Next Level
- 1999: All the Best and Goodbye

con Ich + Ich
- 2005: Ich + Ich
- 2007: Vom selben Stern
- 2009: Gute Reise